# David Emge
David Emge (Evansville, 9 settembre 1946 – Evansville, 20 gennaio 2024) è stato un attore statunitense, noto per aver interpretato Stephen Andrews nel film del 1978 Zombi.

## Biografia
David Emge nacque a Evansville, in Indiana, il 9 settembre 1946.
Uno dei suoi compagni di classe e collega di recitazione durante il college fu Ron Glass, che in seguito divenne famoso come protagonista della sitcom Barney Miller. Mentre lavorava come chef in un ristorante di New York, Emge incontrò George A. Romero, che lo scelse per il ruolo per il quale sarebbe stato maggiormente ricordato, quello di Stephen nel film Zombi. A partire dal 2007, Emge partecipò occasionalmente a convention di recitazione e cinematografiche. 
Morì a Evansville il 20 gennaio 2024, all'età di 77 anni.

## Filmografia
- The Booby Hatch, regia di Rudy Ricci e John A. Russo (1976)
- Zombi (Dawn of the Dead), regia di George A. Romero (1978)
- Basket Case 2, regia di Frank Henenlotter (1990)
- Hellmaster, regia di Douglas Schulze (1992)